# Cappella di Santa Maria alla Trappola
La cappella di Santa Maria alla Trappola è un edificio religioso situato nel comune di Grosseto. La sua ubicazione è presso il Podere della Trappola, all'interno del Parco naturale della Maremma, presso la fattoria di San Mamiliano alla Trappola, non lontano dall'omonima torre.
La chiesetta sorse come cappella rurale all'interno della tenuta di San Mamiliano, che assieme a quella di San Carlo rientrava nei confini della più vasta tenuta della Trappola. L'edificio religioso, sorto nell'area in cui sorgeva la perduta chiesa di San Mamiliano a Tumolo, fu costruito come luogo di preghiera per i fattori e gli operai che prestavano servizio all'interno della vasta tenuta; le sue origini sono probabilmente post-settecentesche e la sua fondazione dovrebbe aver seguito la scomparsa della preesistente chiesa situata presso la torre della Trappola.
La cappella di Santa Maria alla Trappola si presenta come un semplice edificio ad aula unica a pianta rettangolare, con il tetto a capanna. Il portale d'ingresso, si apre al centro della facciata, preceduto da una coppia di gradini; in alto è chiuso da un architrave sul quale poggia un arco a tutto sesto di gusto neoromanico che delimita una lunetta.
Una serie di monofore ad arco tondo si aprono sui fianchi laterali e nell'area absidale; l'interno è ad aula unica col tetto a capriate ed i resti di un altare nella parte posteriore.